# Фотодавач

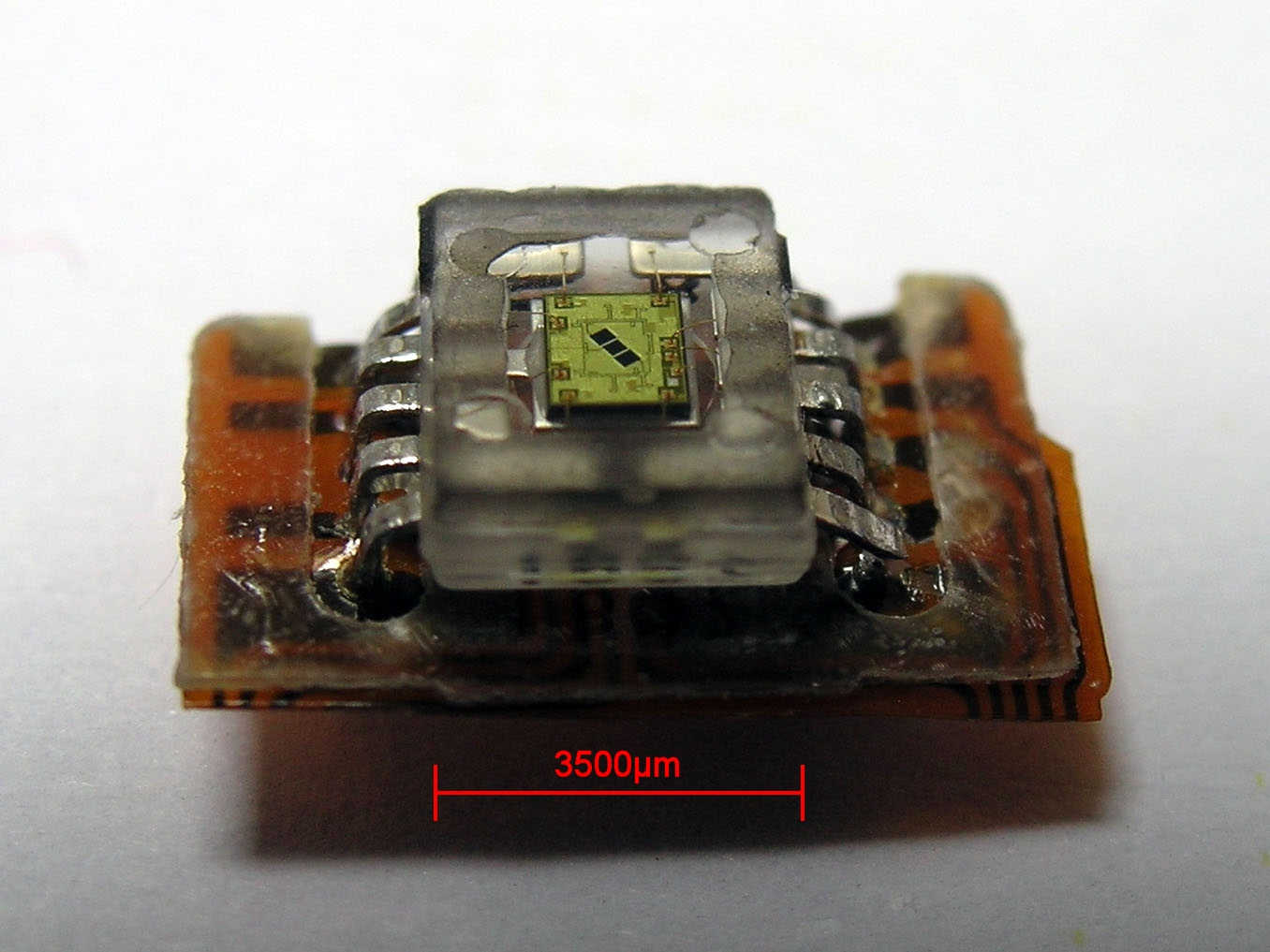
Фотодавач, вилучений з приводу CD-ROM. Фотодетектор містить три фотодіоди, які видно на знімку (посередині).

Фотодавач — пристрій, здатний виявляти електромагнітне випромінювання, та забезпечувати на виході сигнал у вигляді струму або різниці потенціалів, що будуть пропорційними інтенсивності виявленого випромінювання.

## Загальний опис
Існують різні типи фотодавачів, що відрізняються відповідно до різних ефектів взаємодії між випромінюванням і речовиною. Зокрема, вони можуть різнитися у частині електромагнітного спектру, який здатні виявляти, або найменшою силою світла, яку ними може бути виміряно (деякі з сучасних давачів, здатні виявляти навіть поодинокі фотони). За способом використання, фотодавачі (фотоелементи) поділяються на: сигнальні пристрої для систем автоматизації (для воріт або дверей тощо); визначальні давачі для багатьох спортивних дисциплін, пов'язаних з фотоелементами. Фотоелементи можуть контролювати перемикання ламп відповідно до потрібної яскравості, а вже в 1960-ті роки, деякі виробники телевізорів, використовували фотодавачі для керування яскравістю чорно-білого зображення, відповідно до освітленості навколишнього середовища. Крім того, вони застосовуються у всіх галузях, у яких це потрібно, для вимірювання інтенсивності світла, наприклад, у спектроскопії або у фотометрії, чи фотографуванні.

## Різновиди фотодавачів
- Давачі Active-піксельні (APSS) є давачами зображення. Зазвичай, застосовуються у камерах мобільних телефонів, вебкамерах та деяких дзеркальних фотоапаратах.
- Болометри вимірюють потужність електромагнітного випромінювання за допомогою явища нагрівання приймальної речовини, з залежним від температури електричним опором. Мікроболометр — окремий різновид болометра, що використовується як детектор у теплових камерах.

- Кадмієві детектори можуть працювати у режимі прямого перетворення за кімнатної температури, на відміну від деяких інших матеріалів (зокрема, германію), які потребують охолодження рідким азотом. Їхніми відносними перевагами, є висока чутливість для рентгенівських променів і гамма-променів, завдяки високим атомним числам Cd і Te.

- Прилади із зарядовим зв'язком, які використовуються для запису зображень в астрономії, цифровій фотографії та цифровій кінематографії. До 1990-х років, фотопластинки були найбільш поширені в астрономії. Наступне покоління астрономічних інструментів, як от Astro-E2, передбачають кріогенні детектори.

- В експериментальній фізиці частинок, детектор частинок являє собою пристрій, який використовується для відстеження та визначення елементарних частинок.

- Хімічні детектори, як от фотографічні пластини, у яких срібна молекула галогеніду, розділяється на атом металевого срібла й атом галогену. Проявник змушує сусідні молекули розділятися в подібний спосіб. Кріогенні давачі досить чутливі, щоб вимірювати енергію одного фотону рентгенівського, видимого й інфрачервоного діапазонів.

- Газоподібні детектори (іонізаційні), які можуть виявити фотони і частинки з енергією, достатньою для іонізації атома або молекули газу. Електрони та іони, які створюються іонізацією, викликають протікання струму, який може бути визначено.

- Світлодіоди, які у зворотному зміщенні, постають як фотодіоди (фотодавачі).

- Оптичні детектори, котрі в основному є квантовими пристроями, у яких окремий фотон створює дискретний ефект.

- Оптичні давачі, які втілено як термометри, реагують на чисто тепловий ефект вхідного випромінювання, скажімо як: болометри, піроелектричні детектори, термопари і термістори, але останні два — набагато менш чутливі.

- Фоторезистори або світло-залежні резистори, які змінюють електричний опір залежно від яскравості світла. Зазвичай, їхній опір зменшується зі збільшенням сили світла, що падає на них.

- Фотоелементи або сонячні батареї, які виробляють напругу та подають електричний струм під час освітлення.

- Фотодіоди, які можуть працювати у фотоелектричному або фотопровідному режимі.

- Фотоелектронні множники, що містять фотокатод, який випускає електрони у разі освітлення. Фотоелектронні помножувачі, що містять фотокатод, який випускає електрони у разі освітлення так, що трубка проводить струм, пропорційний силі світла.

- Фототранзистори, які діють як підсилювальний фотодіод.

- Квантові фотодіоди, які можуть обробляти довжини хвиль у видимій та інфрачервоній областях спектру. Напівпровідникові фотодавачі застосовуються у гамма і рентгенівській спектрометрії та як детектори частинок.

- Детектори дрейфу кремнію — є давачами рентгенівського випромінювання, що використовуються у рентгенівській спектрометрії та електронній мікроскопії.[2]